# Lövő
Lövő is een plaats (község) en gemeente in het Hongaarse comitaat Győr-Moson-Sopron. Lövő telt 1440 inwoners (2005).

## Afbeeldingen

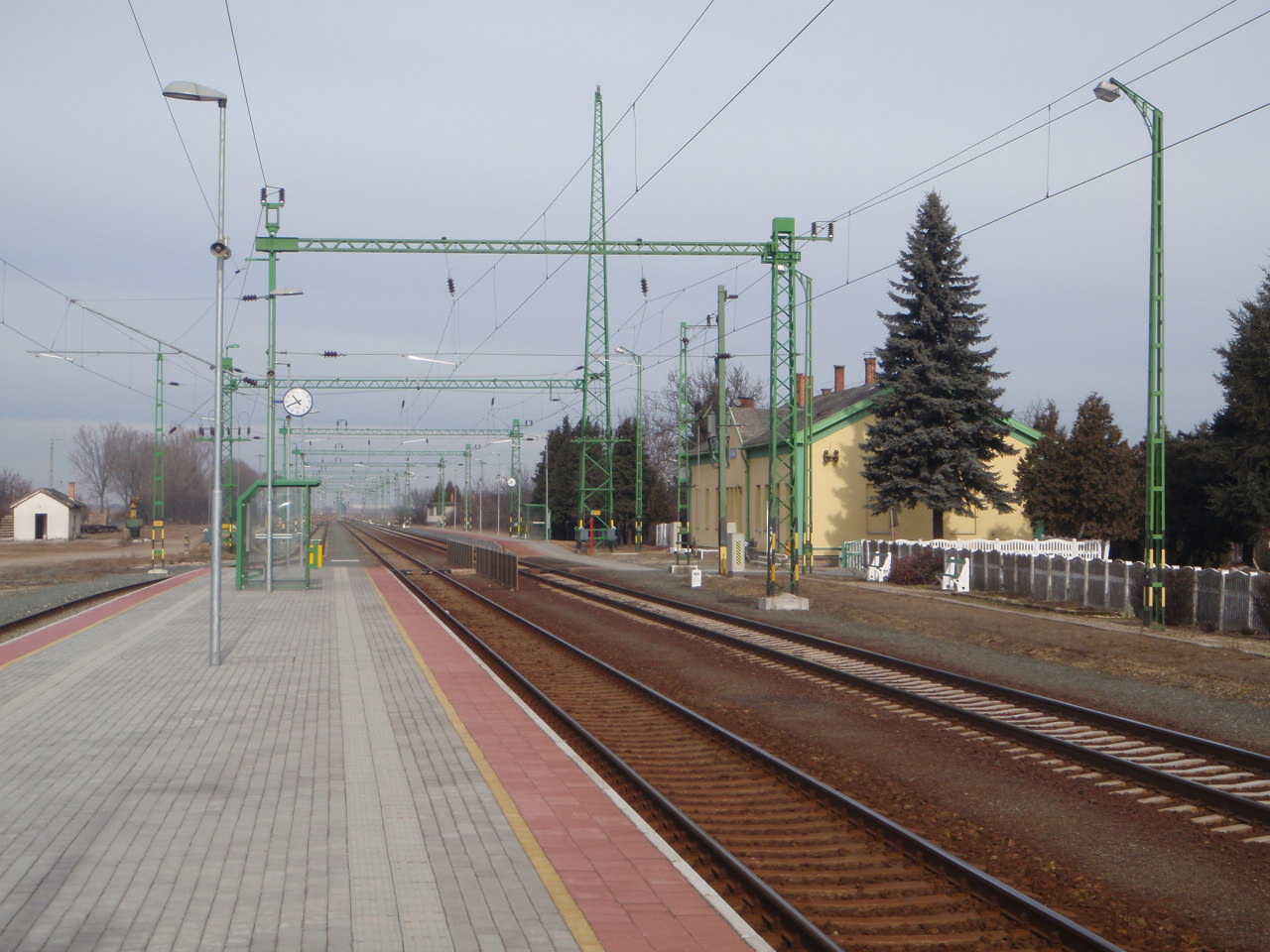
treinstation
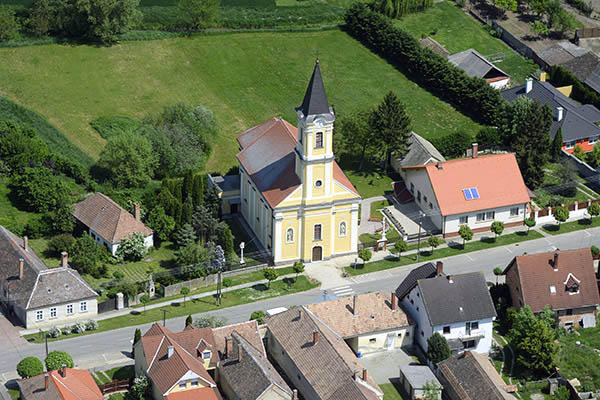